# Donna che fa il burro
Il dipinto Donna che fa il burro (in ungherese Köpülő asszony)  è opera del pittore Mihály Munkácsy.

## Storia e descrizione
La donna anziana che, seduta sopra una rustica sedia impagliata, è intenta a sbattere il latte nella zangola per fare il burro, rappresenta una condizione di vecchiaia triste, immiserita e frustrata. Davanti a lei è in piedi una bambina, con gli occhi bassi, lo sguardo fisso, l'espressione di grande sconforto: attende il burro. Il pittore si concentra su queste due figure, al centro di una stanza immersa nel buio, disadorna e dal pavimento composto da pietre squadrate e sconnesse. Anche un uccellino attende il burro, per beccare la sua porzione di cibo. Questa immagine rappresenta quasi una drammatica istantanea sociale.
La ragazzina timida, quasi vergognosa, sembra comprendere che non ci sono vie di fuga da questa situazione di povertà estrema. La luce, che proviene obliquamente da sinistra, illumina il grembiule di tela ruvida e bianca, i risvolti delle maniche e la cuffia della vecchia; illumina anche la manica e le calze di lana, arrotolate, della bambina. Candide sono anche le gocce della crema di latte, sulla piccola giara di terraglia grigia e sul bastone che la donna agita ritmicamente, dentro la zangola di legno. Il burro, che una volta si faceva in casa, richiedeva un paio d'ore di lavorazione, sbattendo senza posa la panna, al fine di separare la parte grassa da quella liquida del latte. 
Mihály Munkácsy nel 1871 si era trasferito a Parigi, per studiare ed esporre, ma neppure la medaglia d'oro ricevuta al Salon ebbe l'effetto di sollevare i suoi dubbi sulla effettiva qualità della sua opera pittorica. Il barone De Marches lo invitò nella sua residenza di campagna, a Colpach, non lontano da Lussemburgo dove, a stretto contatto con un ambiente di poveri contadini, il pittore creò le sue opere di più accentuato realismo.
 Altri artisti europei dell'epoca documentavano la vita di miseria degli stati sociali più diseredati della popolazione, al tempo della ricca società capitalistica. Si confrontavano tuttavia con altri artisti che vedevano nelle campagne svolgersi una irreale condizione di vita, idilliaca e serena.

### Esposizioni
- 1948-1956, Mostra permanente, Budapest
- 1957-1961, Mostra permanente, Budapest
- 1971, Tesori dell'arte millenaria ungherese, Leningrado, Mosca
- 1976, Capolavori della pittura ungherese nell'Ottocento e Novecento, Tokyo, Osaka
- 1991-1992, Il lavoro dell'uomo da Goya a Kandinskij, Braccio di Carlo Magno, Città del Vaticano[3]